# ایوانه جاواخیشویلی
شاهزاده ایوانه الکساندرِس دزه جاواخیشویلی (گرجی: ივანე ჯავახიშვილი، لاتین: Ivane Alexandres dze Javakhishvili؛ ۱۱ آوریل ۱۸۷۶ – ۱۸ نوامبر ۱۹۴۰) مورخ و زبانشناس گرجی که کارهای بزرگ او تأثیری چشمگیر بر دانش روزِ تاریخ گرجستان و فرهنگ گرجی گذاشت. او همچنین از بنیان‌گذاران دانشگاه دولتی تفلیس در سال ۱۹۱۸ میلادی (۱۲۹۶ هجری خورشیدی) بود و در سال‌های ۱۹۱۹ تا ۱۹۲۶ ریاست این دانشگاه را بر عهده داشت.

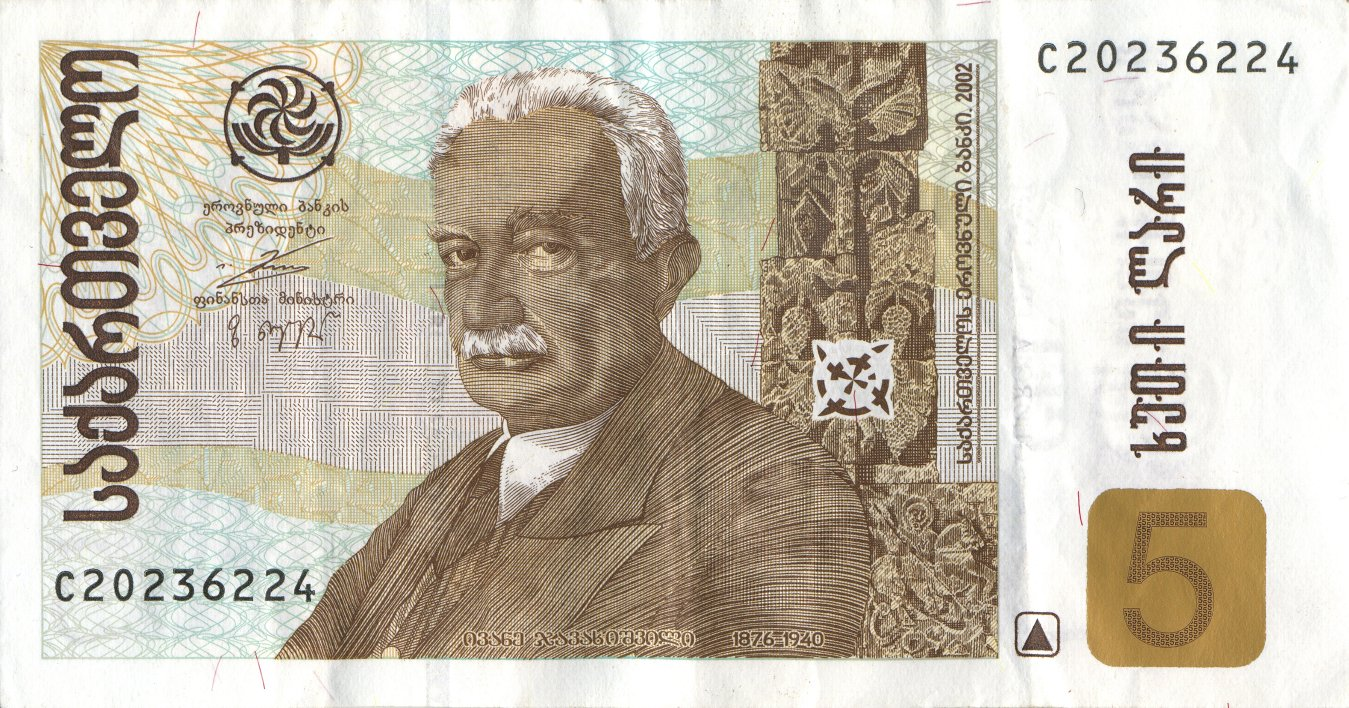
تصویر جاواخیشویلی بر روی اسکناس ۵ لاری گرجستان (چاپ سال ۲۰۰۲)